# Ardegão, Freixo e Mato
Ardegão, Freixo e Mato ist eine portugiesische Gemeinde (Freguesia) im Kreis (Concelho) Ponte de Lima im Nordwesten Portugals.

## Geschichte
Die Gemeinde entstand im Zuge der Gebietsreform vom 29. September 2013 durch die Zusammenlegung der ehemaligen Gemeinden Ardegão, Freixo und Mato. Ardegão wurde Sitz der neuen Verwaltung.

## Demographie
| Freguesia | Freguesia              | Freguesia | Freguesia       | ehemalige Freguesias | ehemalige Freguesias | ehemalige Freguesias | ehemalige Freguesias |
| --------- | ---------------------- | --------- | --------------- | -------------------- | -------------------- | -------------------- | -------------------- |
| Wappen    | Freguesia              | Einwohner | Fläche in (km²) | Wappen               | Freguesia            | Einwohner            | Fläche in (km²)      |
|           | Ardegão, Freixo e Mato | 1551      | 10,72           |                      | Ardegão              | 233                  | 2,99                 |
|           | Ardegão, Freixo e Mato | 1551      | 10,72           | Freixo               | 1214                 | 5,15                 |                      |
|           | Ardegão, Freixo e Mato | 1551      | 10,72           | Mato                 | 312                  | 2,58                 |                      |